# Reinhart Dietmar
Reinhart Dietmar (ou Reinhard, Regnard / ou Diethmar) est un orfèvre actif à Strasbourg au XVIe siècle.

## Biographie
Originaire de Dithmarse en Schleswig-Holstein, il se marie en 1582 à l'église luthérienne Saint-Nicolas de Strasbourg avec Marguerite Berr, veuve du barbier Georges Nasshold. Il devient bourgeois par sa femme une semaine après son mariage. En 1582 il est également reçu maitre-orfèvre. Le couple possède une maison et une échoppe sur l'emplacement du no 7, place du Corbeau, un édifice détruit par le bombardement du 11 août 1944. Reinhart Dietmar est mentionné à plusieurs reprises (1598, 1607, 1611) dans les registres des Conseillers et des XXI. Il serait donc décédé au début du XVIIe siècle.

## Œuvre
Le Ostfriesisches Landesmuseum Emden (de) (Basse-Saxe) conserve de lui une aiguière et son bassin en argent doré, dont la date est estimée entre 1582 et 1600. Ces deux pièces étaient déjà commentées et reproduites par Hans Haug en 1914.
En 1960, on mentionne la vente pour un montant de 4 300 NF d'un nautile monté en argent doré, dont la coquille est gravée de feuillages et d'insectes. Sa monture ciselée et repoussée porte le poinçon de Reinhard Dietmar et ceux de l'année 1582.